# Maria Temnitschka

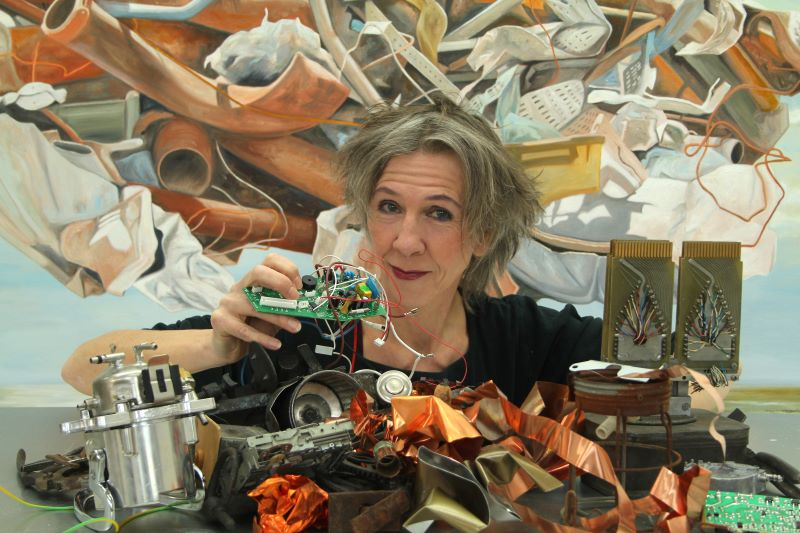
Maria Temnitschka im Studio

Maria Temnitschka (geb. 1961 in Niederösterreich) ist eine österreichische Künstlerin. Zu Beginn ihrer künstlerischen Karriere entwarf und schuf Maria Temnitschka Schmuck und Objekte aus Metall. Später orientierte sie sich zur Malerei – zunächst abstrakte, seit 2000 figurative Darstellung. Ihre bevorzugten Techniken sind Ölmalerei, Zeichnung, experimentelle Fotografie und Objektkunst.

## Leben und Werk
Maria Temnitschka studierte von 1980 bis 1984 Metallgestaltung bei Carl Auböck an der Universität für angewandte Kunst Wien. Anschließend studierte sie dort von 2002 bis 2006 Malerei bei Adolf Frohner und Gerhard Müller und schloss ihr Studium 2006 mit Diplom ab.
Sie war seit 2009 Lehrbeauftragte an der Universität für angewandte Kunst.
Sie ist Mitglied des Künstlerhauses, Vereinigung bildender Künstler Österreichs, und ig bildende Kunst.
Das Thema Verfall ist ein wiederkehrendes Motiv in Temnitschkas Werk. Ihre Vorliebe für industrielle, veraltete Architektur manifestiert sich in vielen Bildern zu diesem Thema.

## Ausstellungen
- 2004 Femina, Ausstellung im Parlament, Wien[5]
- 2005: The Essence, Museum für angewandte Kunst Wien[6][7]
- 2005: Real, Kunsthalle Krems, Niederösterreich[8]
- 2006: Up and Down, Galerie Hrobsky, Wien[9]
- 2007: Erweiterte Stadtlandschaften, Galerie Pendel, Waidhoven/Ybbs, NÖ[10]
- 2008: 3 Positionen, NÖ Dokumentationsarchiv.[11]
- 2009: Unter der Brücke, Galerie Schlesinger, Zürich[12]
- 2009: Ortung, Uni Campus, Donau Universität Krems[13]
- 2009: Pure Painting, Galerie ArtAffair, Regensburg Germany[13]
- 2010:  Unter der Brücke, Galerie Hrobsky, Wien[14]
- 2010: Contemporary Art Interchange Exhibition, Kunstmuseum der Stadt Kurashiki/Japan'[15]
- 2011: Lost in time, Artothek Niederösterreich Kunstmeile Krems[16]
- 2011: die besten Werke der Zeichenbiennale Pilsen, Galerie der Slowakischen Union der Bildenden Künste, Bratislava[15]
- 2011: k/haus 18, Positionen der Malerei Artemons, Oberösterreich[15]
- 2012: Ortung, ÖBV Wien[17]
- 2012: Celle – Sarajevo Transit, Collegium Artisticum, Sarajevo/BIH[18]
- 2013 Kulturpreisträgerinnen & Kulturpreisträger 2013, NÖ Dokumentationsarchiv, St.Pölten[19]
- 2013 Zeichnung, Künstlerhaus Wien[20]
- 2013 Transalpin, Vis Arte, Zürich[21]
- 2013: lost in time, Galerie Schlesinger, Zürich[22]
- 2014: Cerlle: Die Welt,'Künstlerhaus, Wien[23]
- 2014: Die Würde des Künstlers, Celle-Performance, Wien Museum MUSA[15]
- 2014: War was Celle-Performance, HGM Wien[24]
- 2015: Tierfreuden, Exhibition und Performance (mit K. Seidner und F. Mendelssohn), Sigmund Freud Privatuniversität Berlin[25]
- 2016: on the way, Galerie Nothburga, Innsbruck (gemeinsam mit Silvia Gröbner)[26]
- 2017: lost in thought, Galerie Schafschetzy, Graz[13]
- 2017: der Schein trügt, Budapester Galerie und MAMU-Galerie, Budapest[27]
- 2019: bidem Bilder von Bücher, Galerie in der Schmiede, Linz, Pasching (gemeinsam mit Judith Baum)[28]
- 2020: Altes Eisen, Galerie Hrobsky, Wien[29]
- 2020: Alles war klar Künstlerhaus, Wien[30]
- 2022:  Schrott, Galerie Hrobsky, Wien[31]
- 2022: Altes Eisen, blaugelbe Viertelsgalerie, Zwettl, NÖ[32]

## Preise und Auszeichnungen
- 1994 Projektförderung des BMUK und des BM für auswärtige Angelegenheiten[1]
- 2006 Würdigungspreis des BM für Bildung, Wissenschaft und Kultur[1]
- 2007 Stipendium der Emanuel und Sofie Fohn Stiftung[1]
- 2008 Projektförderung Art´ist (Absolventenförderung der Univ. für angew. Kunst)[1]
- 2010 Staatsstipendium für bildende Kunst[1]
- 2011 Neugestaltung der „Ehrenmedaille Künstlerhaus“[33]
- 2013 Projektförderung Kulturamt Stadt Wien[33]
- 2013 Anerkennungspreis des Landes Niederösterreich[34]
- 2022 Schiele Award, 2. Preis[35][36]

## Sammlungen
- Bundesministerium für Unterricht und Kunst – BM f. Unterricht und Kunst[37]
- Niederösterreichische Landesregierung[38]
- Österreichische Gesellschaft für Psychotherapie[39]
- Würth Sammlung[39]
- Stadtmuseum Wiener Neustadt, Niederösterreich[40]
- Niederösterreichisches Landesmuseum[40]
- Sammlung der Universität für angewandte Kunst[40]
- Donau Universität Krems, Niederösterreich[40]
- Stadt Wien[40]
- Oesterreichische Nationalbank[40]
- Cocca Collection[41]
- Österreichische Beamtenversicherung[42]
- Bundeskanzleramt Österreich[43]
- Artothek Niederösterreich[44]